# Pseudomyrmex villosus
Pseudomyrmex villosus es una especie de hormiga del género Pseudomyrmex, subfamilia Pseudomyrmecinae. Esta especie fue descrita científicamente por Ward en 1989.

## Distribución
Se encuentra en Brasil.